# Stepan Arutýunow
Stepan Borisowiç Arutýunow, ros. Степан Борисович Арутюнов, Stiepan Borisowicz Arutiunow (ur. 1923, Turkmeńska SRR; zm. ?, Turkmenistan) – turkmeński piłkarz, grający na pozycji napastnika, trener i sędzia piłkarski.

## Kariera klubowa
Występował w klubie Spartak Aszchabad.

## Kariera trenerska
Po zakończeniu kariery piłkarza rozpoczął pracę szkoleniowca. W 1957 prowadził rodzimy klub z Aszchabadu, który zmienił nazwę na Kolhozçi Aszchabad.

## Kariera sędziowska
Jako arbiter kategorii krajowej w latach 1953–1972 sędziował 15 meczów piłkarskich Mistrzostw i Pucharu ZSRR jako główny arbiter. Jako sędzia liniowy obsługiwał 9 meczów.